# Robert Hunt (gouverneur)
Pour les articles homonymes, voir Robert Hunt et Hunt.
Robert Hunt est un officier puritain britannique, gouverneur de l'île de la Providence de 1636 à 1638.

## Biographie
Nommé en 1636 gouverneur de la colonie de l'île de la Providence, il s'y rend avec sa femme et ses trois enfants et y conduit trois navires (mars 1636).
En 1638, il quitte la colonie, devient gouverneur de Cabo Gracias a Dios puis promoteur d'une implantation à Madagascar.